# Кремия
Кремия (итал. Cremia) — коммуна в Италии, располагается в регионе Ломбардия, в провинции Комо.
Население составляет 761 человек (2008 г.), плотность населения составляет 76 чел./км². Занимает площадь 10 км². Почтовый индекс — 22010. Телефонный код — 0344.
Покровителем коммуны почитается святой архангел Михаил, празднование 29 сентября.

## Демография
Динамика населения:

## Администрация коммуны
- Официальный сайт: